# Liste der Landesgartenschauen in Baden-Württemberg
Dies ist eine Liste der Landesgartenschauen in Baden-Württemberg. Landesgartenschauen werden in Baden-Württemberg seit dem Jahr 1980 in der Regel jährlich veranstaltet. Seit dem Jahr 2001 finden sie alle zwei Jahre als „kleine“ Landesgartenschauen statt, bis 2011 als Grünprojekte bezeichnet, seitdem als Gartenschauen, die sich mit den größeren „Landesgartenschauen“ abwechseln.

## Landesgartenschauen
| Jahr | Bild           | Bezeichnung                                    | Ort(e) / Lage           | Motto                                     | Weitere Informationen                                                                                               |
| ---- | -------------- | ---------------------------------------------- | ----------------------- | ----------------------------------------- | --- |
| 1980 |                | Landesgartenschau Ulm/Neu-Ulm 1980             | Ulm/Neu-Ulm             |                                           | |
| 1981 | weitere Bilder | Landesgartenschau Baden-Baden 1981             | Baden-Baden             |                                           | Entwurfsgruppe unter Leitung von Hans Luz, mit Blumenteppich nach Entwurf von Lothar Schall.                        |
| 1982 |                | Landesgartenschau Schwäbisch Hall 1982         | Schwäbisch Hall         |                                           | |
| 1983 | weitere Bilder | Landesgartenschau Lörrach 1983                 | Lörrach                 | „Chumm go luege“ – „Komm, schau Dir’s an“ | |
| 1984 |                | Landesgartenschau Reutlingen 1984              | Reutlingen              |                                           | |
| 1985 |                | Landesgartenschau Heilbronn 1985               | Heilbronn               |                                           | |
| 1986 |                | Landesgartenschau Freiburg im Breisgau 1986    | Freiburg im Breisgau    |                                           | |
| 1988 |                | Landesgartenschau Ettlingen 1988               | Ettlingen               |                                           | |
| 1989 | weitere Bilder | Landesgartenschau Bietigheim-Bissingen 1989    | Bietigheim-Bissingen    |                                           | |
| 1990 |                | Landesgartenschau Sindelfingen 1990            | Sindelfingen            |                                           | |
| 1991 | weitere Bilder | Landesgartenschau Hockenheim 1991              | Hockenheim              |                                           | |
| 1992 |                | Landesgartenschau Pforzheim 1992               | Pforzheim               |                                           | |
| 1993 | weitere Bilder | IGA Stuttgart                                  | Stuttgart               |                                           | |
| 1994 |                | Landesgartenschau Bad Dürrheim 1994            | Bad Dürrheim            |                                           | |
| 1996 |                | Landesgartenschau Böblingen 1996               | Böblingen               |                                           | |
| 1997 |                | Landesgartenschau Mosbach 1997                 | Mosbach                 |                                           | |
| 1998 |                | Landesgartenschau Plochingen 1998              | Plochingen              |                                           | |
| 1999 | weitere Bilder | Landesgartenschau Weil am Rhein 1999           | Weil am Rhein           |                                           | |
| 2000 |                | Landesgartenschau Singen 2000                  | Singen (Hohentwiel)     |                                           | |
| 2002 |                | Landesgartenschau Ostfildern 2002              | Ostfildern              |                                           | |
| 2004 |                | Landesgartenschau Kehl und Straßburg 2004      | Kehl und Straßburg      | Garten der zwei Ufer                      | |
| 2006 |                | Landesgartenschau Heidenheim an der Brenz 2006 | Heidenheim an der Brenz |                                           | |
| 2008 | weitere Bilder | Landesgartenschau Bad Rappenau 2008            | Bad Rappenau            |                                           | |
| 2010 | weitere Bilder | Landesgartenschau Villingen-Schwenningen 2010  | Villingen-Schwenningen  |                                           | |
| 2012 |                | Landesgartenschau Nagold 2012                  | Nagold                  | Grüne Urbanität                           | erstmals über eine Million Besucher                                                                                 |
| 2014 | weitere Bilder | Landesgartenschau Schwäbisch Gmünd 2014        | Schwäbisch Gmünd        |                                           | neuer Besucherrekord mit ca. 2 Millionen Besuchern                                                                  |
| 2016 | weitere Bilder | Landesgartenschau Öhringen 2016                | Öhringen                |                                           | |
| 2018 | weitere Bilder | Landesgartenschau Lahr/Schwarzwald 2018        | Lahr                    |                                           | |
| 2021 | weitere Bilder | Landesgartenschau Überlingen 2021              | Überlingen              |                                           | ursprünglich für 2020 geplant, wurde die Landesgartenschau wegen der COVID-19-Pandemie auf das Jahr 2021 verschoben |
| 2022 |                | Landesgartenschau Neuenburg am Rhein 2022      | Neuenburg am Rhein      |                                           | |
| 2024 |                | Landesgartenschau Wangen im Allgäu 2024        | Wangen im Allgäu        |                                           | |

- 2026: Ellwangen
- 2028: Rottweil
- 2030: Ulm
- 2032: Offenburg
- 2034: Bad Mergentheim
- 2036: Rastatt

## Grünprojekte und Gartenschauen
| Jahr | Bild           | Bezeichnung                               | Ort(e) / Lage                        | Motto                                              | Weitere Informationen                                                                                         |
| ---- | -------------- | ----------------------------------------- | ------------------------------------ | -------------------------------------------------- | --- |
| 2001 |                | Grünprojekt Pfullendorf 2001              | Pfullendorf Seepark Linzgau          |                                                    | |
| 2003 |                | Grünprojekt Nordheim 2003                 | Nordheim                             | Blumensommer                                       | |
| 2003 |                | Grünprojekt Tuttlingen 2003               | Tuttlingen                           | Trilogie                                           | |
| 2005 | weitere Bilder | Grünprojekt Ladenburg 2005                | Ladenburg                            | leben und erleben                                  | |
| 2007 | weitere Bilder | Grünprojekt Rheinfelden 2007              | Rheinfelden (Baden) / Rheinfelden AG | Grün 07 beider Rheinfelden – Elemente, die bewegen | |
| 2009 | weitere Bilder | Grünprojekt Rechberghausen 2009           | Rechberghausen                       | Sommer – Blüten – Träume                           | |
| 2011 | weitere Bilder | Grünprojekt Horb am Neckar 2011           | Horb am Neckar                       |                                                    | |
| 2013 | weitere Bilder | Gartenschau Sigmaringen 2013              | Sigmaringen                          | Sigmaringen blüht auf                              | |
| 2015 |                | Gartenschau Mühlacker 2015                | Mühlacker                            | Enzgärten                                          | |
| 2017 | weitere Bilder | Gartenschau Bad Herrenalb 2017            | Bad Herrenalb                        | Blütentraum & Schwarzwaldflair                     | |
| 2019 | weitere Bilder | Gartenschau Remstal 2019                  | Remstal                              | unendlich erleben                                  | |
| 2022 | weitere Bilder | Gartenschau Eppingen 2022                 | Eppingen                             | Der Sommer, die Stadt und Du!                      | ursprünglich für 2021 geplant, wurde die Gartenschau wegen der COVID-19-Pandemie auf das Jahr 2022 verschoben |
| 2023 | weitere Bilder | Gartenschau Balingen 2023                 | Balingen                             | Balingen grünt, Balingen blüht, Balingen lebt      | |
| 2025 |                | Gartenschau Freudenstadt/Baiersbronn 2025 | Freudenstadt und Baiersbronn         | Tal X, Vielfalt im Tal                             | |

- 2027: Bad Urach
- 2029: Vaihingen/Enz (Vaihingen ENZückt)[8]
- 2031: Bretten[9]
- 2033: Benningen/Marbach
- 2035: Riedlingen